# كيلي ويلارد
كيلي ويلارد (بالإنجليزية: Kelly Willard)‏ هي كاتبة غنائية أمريكية، ولدت في 18 أغسطس 1956 في وينتر هافن في الولايات المتحدة.

## وصلات خارجية
- الموقع الرسمي
- كيلي ويلارد على موقع ميوزك برينز (الإنجليزية)
- كيلي ويلارد على موقع ديسكوغز (الإنجليزية)